# Christian Brendel
Pour les articles homonymes, voir Brendel.
Christian Brendel est un acteur français né en 1957.

## Biographie
Christian Brendel a étudié à Paris au Lycée Chaptal. Il a suivi ensuite une formation de comédien à l'École nationale supérieure des arts et techniques du théâtre, appelée familièrement alors École de la rue Blanche. Il a également travaillé l'improvisation théâtrale avec Philippe Adrien à La Cartoucherie de Vincennes.
Dans les années 1990, il a notamment joué sous la direction d'Yves Boisset et d'Aline Issermann, et a incarné à la télévision Charlemagne et le colonel Picquart de L'Affaire Dreyfus. Il a poursuivi sa carrière en interprétant de nombreux rôles dans des téléfilms et séries télévisées, dont Une femme en blanc. En 2009-2010, les téléspectateurs ont pu le voir dans le rôle de Louis Caberni dans les deuxième et troisième saisons de Un village français.
En novembre 2012, interprétant le Colonel De Boissieu, il est l'un des principaux acteurs de la série télévisée française No Limit, créée par Luc Besson. Cette série a réuni en moyenne 6,7 millions de téléspectateurs. La série a été renouvelée pour une deuxième saison de 8 épisodes. Tournée au printemps, elle a été diffusée du 14 novembre 2013 au 5 décembre 2013.
Christian Brendel est également metteur en scène. En 2012, avec la compagnie BAFDUSKA, il a présenté, notamment en juillet au Festival Off du Festival d'Avignon, la pièce Sarah et le cri de la langouste, écrite par l'auteur dramatique canadien John Murrell. La compagnie BAFDUSKA vise à valoriser le théâtre québécois et canadien en France .
En région de Champagne, il s'est notamment investi dans le théâtre de rue et dans certains événementiels en tant que metteur en scène comme des spectacles avec des comédiens amateurs.
À Troyes, il a incarné Chrétien de Troyes et Bernard de Clairvaux lors de spectacles en 2010 et 2011. En 2014, il a été le réalisateur de l'Imaginarium .
Cette déambulation théâtrale nocturne a débuté le 25 juillet et prévoyait quinze représentations gratuites. Huit comédiens de la compagnie « Les Trois Scènes » ont conduit le public à travers les siècles à la découverte de l’histoire de la ville, désignée Ville d’art et d’histoire par le Comité national des Villes et des Pays d'art et d'histoire. La balade, au pas des chevaux, conduisait vers cinq sites troyens emblématiques d’époques, d’architectures et de figures différentes.
La compagnie « Les Trois Scènes » a présenté le spectacle Caravanes, mis en scène par la comédienne et auteure troyenne Maria Naudin qui s'est inspirée des textes de Rémi Vos, Emmanuelle Marie et Fabrice Melquiot pour offrir une vision de l'univers des gens du voyage. Les trois comédiens sur scène étaient Laurence Carnesecca, Christian Brendel et son fils, Avril Brendel. La première a eu lieu en février 2016 .
Il collabore avec le groupe ESC Troyes (devenu Y SCHOOLS)  et s’implique dans les Trophées de l’Improvisation .
En 2018, un projet porté par Christian Brendel et Maria Naudin a donné naissance au Théâtre Le Quai. Près de la gare de Troyes, un bâtiment Art déco de 1938 a été réaménagé en théâtre avec une vraie scène, un balcon et une hauteur sous plafond de plus de 6 m. Ce lieu, situé rue Léon Couturat, comprend un salon privé et une cuisine équipée : il peut accueillir des résidences d'artistes ou être loué pour des séminaires. L’inauguration du Théâtre Le Quai a eu lieu en avril 2019 .

## Filmographie

### Cinéma
- 1983 : Signes extérieurs de richesse de Jacques Monnet
- 1985 : Taxi Boy d'Alain Page
- 1986 : Le Passage de René Manzor : un brancardier
- 2007 : Cherche fiancé tous frais payés d'Aline Issermann : François

### Télévision
- 1982 : Le Voleur de Maigret de Jean-Pierre Sasy
- 1987 : Série noire (1 épisode)
- 1988 : Phèdre de Jean Racine, réalisation de Pierre Cardinal : Hippolyte
- 1990 : Commissaire Moulin : André (épisode Match nul)
- 1994 : Charlemagne, le prince à cheval de Clive Donner : Charlemagne (téléfilm en trois parties)
- 1995 : L'Affaire Dreyfus d'Yves Boisset : le colonel Picquart
- 1996 : L'Allée du Roi de Nina Companeez : Miossens
- 1996 : Loin des yeux de Christian Faure
- 1996 : Sharpe's Siege de Tom Clegg
- 1997 : Une femme en blanc d'Aline Issermann : Daniel Roux
- 1998 : La Guerre de l'eau de Marc Voizard : Tom Gregory
- 1999 : Décollage immédiat d'Aline Issermann : Alain Sartey
- 2000 : Joséphine, ange gardien de Nicolas Cuche : Thierry (saison 4, épisode 1 : Une famille pour Noël)
- 2000 : Passeur d'enfants de Franck Appréderis : Pierre (épisode À Pondichéry)
- 2000 : L'île du retour (Zwischen Liebe und Leidenschaft) de Marijan David Vajda : Marco
- 2000 : Saint Paul de Roger Young : Jacques
- 2001 : Le Grand Patron : Daniel Aubrac (épisode Pari sur la vie)
- 2001 : Cazas d'Yves Boisset : Daniel Lemaire
- 2002 : Justice de femme de Claude-Michel Rome : François
- 2002 : Nestor Burma : Arnaud Desbordes (épisode Concurrences déloyales)
- 2002 : Commissariat Bastille : Tulardi (épisode Le blouson rouge)
- 2002 : Les Filles du calendrier de Philippe Venault et Jean-Pierre Vergne : le maire
- 2002 : La Kiné : Antoine Beaumont (épisodes Virage fatal et Double drame)
- 2003 : La Maison des enfants d'Aline Issermann : Daniel Roux
- 2003 : La Kiné : Antoine Beaumont (épisode Le saut dans le vide)
- 2003 : Action Justice : Rémy Duteuil (épisode Un mauvais médecin)
- 2003 : Sauveur Giordano de Henri Helman : Weber (épisode Au nom du père)
- 2004 : Les Filles du calendrier sur scène de Jean-Pierre Vergne : le maire
- 2004 : Les Cordier, juge et flic : Viard (épisode Temps mort)
- 2004 : Premier secours : adjudant Damremont
- 2004 : Femmes de loi : le docteur Mansart (épisode Beauté fatale)
- 2004 : Jeff et Léo, flics et jumeaux : capitaine Lemaître (épisode Un mystère de trop)
- 2004 : Sous le soleil : avocat Philippe Laroche
- 2005 : Commissaire Moulin : le professeur Souvyra (épisode Le pire des cauchemars)
- 2005 : Sauveur Giordano : le patron du bowling (épisode Le piège)
- 2005 : Julie Lescaut de Bernard Uzan : Jansen (épisode Mission spéciale)
- 2006 : Vive la bombe ! de Jean-Pierre Sinapi : le docteur
- 2007 : Père et maire : Maître Barri (épisode Nicolas)
- 2008 : Il faut sauver Saïd de Didier Grousset : Théophile
- 2008 : Une femme d'honneur : Vannier (épisode L'Ange noir)
- 2008 : RIS police scientifique : l’adjudant chef Lacaze (épisode Eaux profondes)
- 2008 : Julie Lescaut : Jansen (épisodes Julie à Paris, Prédateurs et Alerte enlèvement)
- 2009 : Julie Lescaut : Jansen (épisode Fragiles)
- 2009 : L'Affaire Salengro d'Yves Boisset : Marx Dormoy
- 2009 : Un village français : Caberni (saison 1, épisode Votre nom fait un peu juif)
- 2010 : Un village français : Caberni (saison 2, épisodes Notre père et Le Temps des secrets)
- 2012 : No Limit : Colonel de Boissieu (saison 1)
- 2013 : No Limit : Colonel de Boissieu (saison 2)
- 2013 : Le Général du roi de Nina Companeez : Colonel Demarcy

## Théâtre

### Comédien
- Tartuffe
- Le Cid
- Andromaque
- 1979 : Troilus et Cressida, aux côtés de Fabrice Luchini[14]

### Metteur en scène
- 2010 : Sarah ou le cri de la langouste, de John Murrell, adaptation de Georges Wilson - théâtre de la Madeleine, Troyes[15]
- 2012 : Sarah ou le cri de la langouste, de John Murrell, adaptation de Georges Wilson - Avignon Off, théâtre du Balcon, Avignon[16]
- Vidéo (vidéo tourné à Troyes, visionné le 1er avril 2013)

### Théâtre de rue (Ville de Troyes)
- 2010 : Troyes, la ville qui crée le roman, mise en scène du comédien Xavier Lemaire, où il joue Chrétien de Troyes.
- 2011 : Troyes, la ville ou naît l'Europe, mise en scène de Xavier Lemaire, où il joue Bernard de Clairvaux aux côtés de Maria Naudin qui incarne Europe.
- 2014 : Embarquez dans l'Imaginarium, réalisation : Christian Brendel